# Andrea Arcangeli
Andrea Arcangeli (Pescara, 3 de agosto de 1993) es un actor italiano, reconocido principalmente por interpretar a Roberto Baggio en la película de 2021 Il Divin Codino, y al Conde Ugo Conti en la adaptación cinematográfica de la novela Casi el paraíso.

## Biografía
Arcangeli nació en el municipio de Pescara y allí realizó varios talleres de actuación. En 2012 obtuvo su primer papel profesional en la segunda temporada de Benvenuti a tavola y un año después fue elegido para interpretar el papel de Benvolio en la miniserie Romeo y Julieta de Riccardo Donna. Tras aparecer en algunos papeles secundarios, realizó su primer protagónico en un largometraje en The Startup, película dirigida por Alessandro D'Alatri.
En 2021 protagonizó el filme Il Divin Codino, dirigido por Letizia Lamartire y en el que interpretó el papel del reconocido futbolista italiano Roberto Baggio.
En 2024 protagonizó la adaptación cinematográfica Casi el paraíso, interpretando al conde Ugo Conti/Amadeo Pádula.

## Filmografía

### Cine
- Tempo instabile con probabili schiarite (2015)
- The Startup (2017)
- Loris sta bene (2017)
- Dei (2018)
- Domani è un altro giorno (2019)
- Il Divin Codino (2021)
- Casi el paraíso (2024)

### Televisión
- Benvenuti a tavola (2012)
- Romeo e Giulietta (2014)
- Fuoriclasse (2014-2015)
- Il paradiso delle signore (2015)
- Trust, regia di Danny Boyle (2018)
- Aldo Moro - Il professore (2018)
- Romulus (2020)